# Escola Gresham

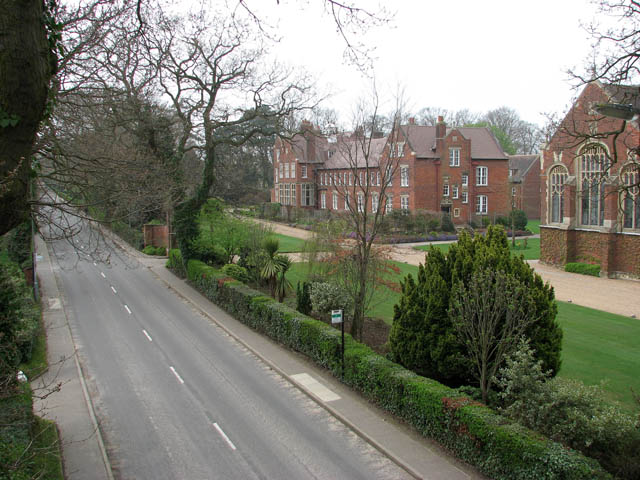
Howson's House, um dos dormitórios da escola

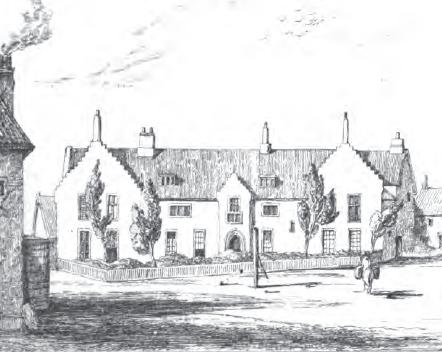
Schola Grammaticalis, Escola Gresham, 1838.

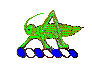

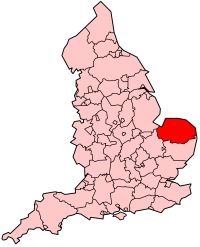
Condado de Norfolk.

A Escola Gresham (Gresham's School) localiza-se em Holt, no Condado de Norfolk, Inglaterra, apenas dois milhas ao sul do Mar do Norte.
Remonta à Schola Grammaticalis Iohannis Gresham Militis, fundada como uma escola independente em 1555 por sir John Gresham, Prefeito da Cidade de Londres, para providenciar educação a quarenta estudantes pobres.
Dos 14 aos 16 anos, depois dos quais o aluno faz a avaliação nacional estudam para obter o General Certificate of Secondary Education (GCSE), os estudantes cursam uma série de disciplinas obrigatórias (como Língua Inglesa, Matemática, Ciências, Tecnologia da Informação e Comunicação, uma língua estrangeira, Cidadania, Educação Religiosa, e Educação Sexual), que são selecionadas pela escola, e algumas disciplinas eletivas (como História, Geografia, Artes, Música, Administração, Assistência Social e Saúde, entre outras), escolhidas conforme seus interesses, preferências e habilidades individuais.
O nível chamado Sixth Form vai dos 16 aos 18 anos e compreende a formação profissional direcionada para o curso de graduação ou a carreira profissional que o aluno pretende seguir.
É uma das escolas inglesas renomadas nacionalmente, e compreende uma pré-escola.

## Alunos
- Donald Maclean
- John Reith
- W. H. Auden
- Lennox Berkeley
- Peter Brook
- Benjamin Britten
- Stephen Frears
- Stephen Fry
- Sienna Guillory
- David Lack
- Ben Nicholson
- Christopher Cockerell
- James Dyson